# 柴田町立槻木中学校
柴田町立槻木中学校（しばたちょうりつ つきのきちゅうがっこう）は、宮城県柴田郡柴田町槻木東二丁目にある公立中学校。

## 沿革
- 1947年（昭和22年）4月1日 - 開校
- 1950年（昭和25年） - 2代目新校舎移転（新田町27）
- 2013年（平成25年） - 3代目新校舎開校

## 学区
- 町立槻木小学校学区

槻木新町一丁目、槻木上町一丁目、槻木上町二丁目、槻木上町三丁目、槻木下町一丁目、槻木下町二丁目、槻木下町三丁目、槻木白幡一丁目、槻木白幡二丁目、槻木白幡三丁目、槻木白幡四丁目、槻木白幡五丁目、槻木西一丁目、槻木西二丁目、槻木西三丁目、槻木東一丁目、槻木東二丁目、槻木駅西一丁目、槻木駅西二丁目、槻木駅西三丁目、松ケ越一丁目、松ケ越二丁目、大字槻木字新葛岡・字釜石・字中谷地・字祇園田・字西谷地・字東・字葛岡・字浜井場・字前山・字余目・字余目山・字舘前・字鏡田・字新遠島・字乳子墓・字新小井戸・字遠島前・字遠島入・字遠島・字新松崎・字洞ノ上・字生月・字新田町前・字丸山・字萱ケ崎・字北谷地・字寺入山・字燕石・字花不見沢・字新畑中・字大柳・字焼檀・字新白幡・字中原・字新余目・字新舘前・字南遠島・字西葛岡・字下沼(四、六以外)・字燕田・字台前、大字四日市場、大字上川名、大字富沢及び大字船迫字仮又坂・字庚申前・字柳松・字土平・字新釜ケ入・字釜ケ入・字台・字日千台・字千代川・字日光・字上泥田・字下泥田・字大石・字沼ノ内・字中ノ内・字荒屋敷・字上丹波・字下丹波・字内余川・字泥田・字中丹波・字千代ノ台・字大石前・字大田・字釜沢・字新朴木・字田小路前・字丹波・字中沼・字弁天・字坂ノ下・字川前・字余川・字新千代ノ川
- 町立柴田小学校学区

大字槻木字下沼(四、六)・字中居前、大字入間田、大字葉坂、大字成田、大字小成田及び大字海老穴

## 所在地
- 柴田町槻木東二丁目3番1号